# 昂索维莱
昂索维莱（法語：Ansauvillers，法語發音：[ɑ̃sovile]）是法国瓦兹省的一个市镇，属于克莱蒙区。

## 地理
昂索维莱（49°33'52"N, 2°23'18"E）面积6.95 平方千米，位于法国上法蘭西大區瓦兹省，该省份为法国北部内陆省份，北起索姆省，西接厄尔省和滨海塞纳省，南至塞纳-马恩省和瓦兹河谷省，东临埃纳省。
与昂索维莱接壤的市镇（或旧市镇、城区）包括：邦维莱尔、康普勒米、卡蒂永-菲姆雄、舍普瓦、加讷、莫里-蒙克吕、坎康普瓦、瓦维尼。
昂索维莱的时区为UTC+01:00、UTC+02:00（夏令时）。

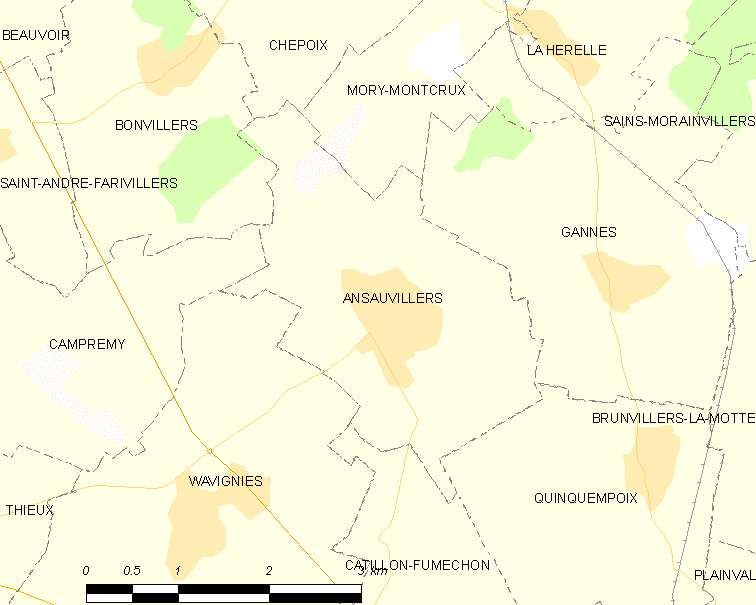
昂索维莱的OSM定位图

## 行政
昂索维莱的邮政编码为60120，INSEE市镇编码为60017。

## 政治
昂索维莱所属的省级选区为圣瑞斯特昂绍塞县。

## 人口

1962-2008年间昂索维莱人口变化图示

昂索维莱于2022年1月1日时的人口数量为1140人。